# Wasserturm am Bahnhof Merseburg
Der Wasserturm am Bahnhof Merseburg ist ein denkmalgeschützter Wasserturm in der Stadt Merseburg in Sachsen-Anhalt.

## Lage
Das Wasserbauwerk steht südlich des Bahnhofs Merseburg, östlich der Eisenbahnanlagen. Südlich verläuft die Lauchstädter Straße, die für den fußläufigen Verkehr mit der Unterführung Lauchstädter Straße die Bahnanlagen unterquert.

## Architektur und Geschichte
Das runde Bauwerk verfügt über einen gemauerten Kegelstumpf, auf dem der Kugelbehälter sitzt. Der Behälter fasst 50 m³ Wasser und wurde von der Dortmunder Maschinenfabrik August Klönne gefertigt. Eine wesentliche Funktion bestand auch in der Reinigung des Wassers. Die Reinigungsanlage baute die Halleschen Maschinenfabrik und Eisengießerei AG aus Halle (Saale). Über dem Kugeltank ist eine Laterne montiert, die zugleich den Blitzableiter aufnimmt. Das Innere ist über stählerne Treppen erreichbar, bis zum Behälter sind drei Etagen zu überwinden.
Der Wasserturm wurde 1905 in Auftrag gegeben und im Jahr 1907 fertig gestellt. Der Turm gilt als bedeutendes Zeugnis der Eisenbahngeschichte und städtebaulich bedeutsam; er diente als Wasserspeicher für die Wasserversorgung von Dampflokomotiven.

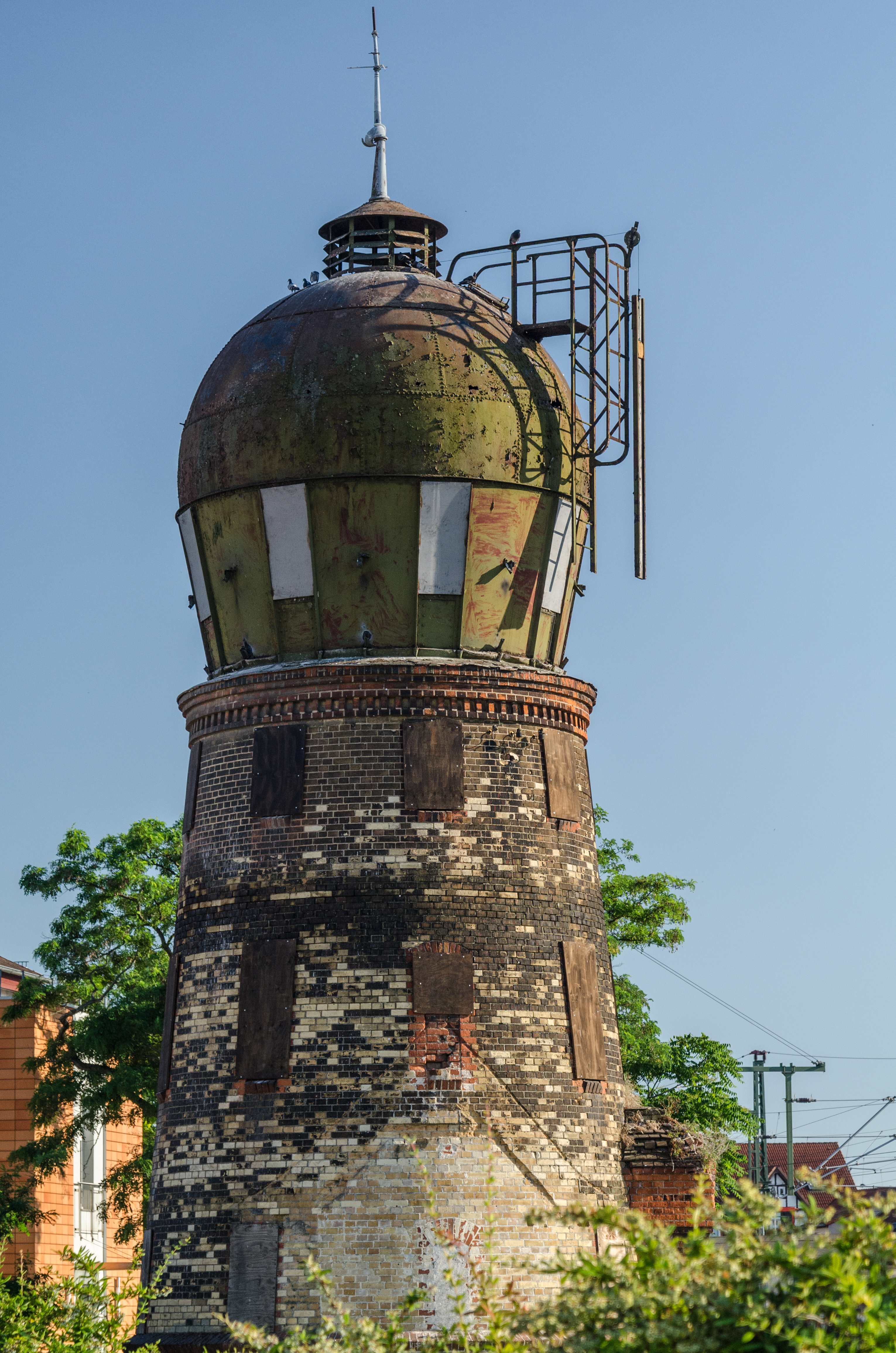
2015

Derzeit (Stand 2022) wird der Turm nicht genutzt. Im Jahr 2014 geriet er durch eine im Zusammenhang mit dem Turm aufgetretene Taubenplage in die öffentliche Wahrnehmung. Die Bahnverwaltung (DB Immobilien) ließ den Turm 2015 daher gründlich verschließen, um so die Wieder-Einnistung von Tauben zu verhindern. Im Frühjahr 2016 bot die DB Immobilien den Turm zum Verkauf an, der Mindestpreis betrug 15.000 Euro. Er verfügt über eine Nutzfläche von 200 m². Bald gab es laut DB Immobilien „ernsthafte Kaufinteressenten“ aber er wurde nicht verkauft. Ein Nutzungskonzept oder neue Kaufinteressenten sind nicht bekannt geworden. (Stand Sommer 2023)
Im örtlichen Denkmalverzeichnis ist der Wasserturm unter der Erfassungsnummer 094 20903 als Baudenkmal verzeichnet.

## Sonstiges
In der Stadt Merseburg gibt es noch weitere historische Wassertürme. Einer, auf den Mauerresten der Kirchenruine St. Sixti  aufsetzt, diente auch zur Trinkwasserversorgung der Einwohner. Er wurde im Jahr 1888 eingeweiht und nutzt Reste der spätgotischen Stiftskirche St. Sixti, die aus dem 16. Jahrhundert stammte.